# 1903
| [ Edytuj tabelę ]              | |
| Król Polski (tytularny)        | - 1894 Mikołaj II Romanow 1917 |
| Król Afganistanu               | - 1901 Habibullah Chan 1919 |
| Współksiążęta Andory           | - 1902 Joan Josep Laguarda i Fenollera 1906 - 1899 Émile François Loubet 1906                                                        |
| Prezydent Argentyny            | - 1898 gen. Julio Argentino Roca 1904                                                                                                |
| Premier Australii              | - 1901 Edmund Barton 1903 - 1903 Alfred Deakin 1904                                                                                  |
| Cesarz Austrii                 | - 1848 Franciszek Józef I 1916 |
| Król Bawarii                   | - 1886 Otto 1913 |
| Król Belgów                    | - 1865 Leopold II 1909 |
| Premier Belgii                 | - 1899 Paul de Smet de Naeyer 1907                                                                                                   |
| Prezydent Boliwii              | - 1899 Manuel Pando 1904 |
| Prezydent Brazylii             | - 1902 Francisco de Paula Rodrigues Alves 1906                                                                                       |
| Sułtan Brunei                  | - 1885 Hashim Jalilul Alam Aqamaddin 1906                                                                                            |
| Car Bułgarii                   | - 1887 Ferdynand I Koburg 1918 |
| Premier Bułgarii               | - 1902 Stojan Danew 1903 - 1903 Raczo Petrow 1906                                                                                    |
| Prezydent Chile                | - 1901 Germán Riesco 1906 |
| Cesarz Chin                    | - 1875 Guangxu 1908 |
| Premier Czarnogóry             | - 1879 Božo Petrović-Njegoš 1905 |
| Król Czech                     | - 1848 Franciszek Józef I 1916 |
| Król Danii                     | - 1863 Chrystian IX 1906 |
| Premier Danii                  | - 1901 Johan Henrik Deuntzer 1905 |
| Dalajlama                      | - 1878 Thubten Gjaco 1933 |
| Prezydent Dominikany           | - 1902 Horacio Vásquez (tymcz.) 1903 - 1903 Alejandro Woss y Gil 1903 - 1903 Carlos Felipe Morales 1905                              |
| Władca Egiptu                  | - 1892 Abbas II Hilmi 1914 |
| Premier Egiptu                 | - 1895 Mustafa Fahmi Pasza 1908 |
| Prezydent Ekwadoru             | - 1901 Leónidas Plaza 1905 |
| Cesarz Etiopii                 | - 1889 Menelik II 1913 |
| Prezydent Francji              | - 1899 Émile François Loubet 1906 |
| Premier Francji                | - 1902 Émile Combes 1905 |
| Król Grecji                    | - 1863 Jerzy I 1913 |
| Prezydent Gwatemali            | - 1898 Manuel Estrada Cabrera 1920                                                                                                   |
| Prezydent Haiti                | - 1902 Pierre Nord Alexis 1908 |
| Król Hiszpanii                 | - 1886 Alfons XIII 1931 |
| Premier Hiszpanii              | - 1902 Francisco Silvela 1903 - 1903 Raimundo Fernández-Villaverde 1903 - 1903 Antonio Maura 1904                                    |
| Król Holandii                  | - 1890 Wilhelmina 1948 |
| Premier Holandii               | - 1901 Abraham Kuyper 1905 |
| Prezydent Hondurasu            | - 1899 Terencio Esteban Sierra Romero 1903 - 1903 Rada ministrów 1903 - 1903 Juan Ángel Arias Boquín 1903 - 1903 Manuel Bonilla 1907 |
| Szach Iranu                    | - 1896 Mozaffar ad-Din 1907 |
| Władca Indii                   | - 1901 Edward VII 1910 |
| Król Irlandii                  | - 1901 Edward VII 1910 |
| Cesarz Japonii                 | - 1867 Mutsuhito 1912 |
| Premier Japonii                | - 1901 Tarō Katsura 1906 |
| Kalif                          | - 1876 Abdülhamid II 1909 |
| Premier Kanady                 | - 1896 Wilfrid Laurier 1911 |
| Emir Kataru                    | - 1878 Kasim ibn Muhammad Al Sani 1913                                                                                               |
| Prezydent Kolumbii             | - 1900 José Manuel Marroquín 1904 |
| Patriarcha Konstantynopola     | - 1901 Joachim III 1912 |
| Władca Korei                   | - 1863 Kojong 1907 |
| Prezydent Kostaryki            | - 1902 Ascensión Esquivel Ibarra 1906                                                                                                |
| Prezydent Kuby                 | - 1902 Tomás Estrada Palma 1906 |
| Prezydent Liberii              | - 1900 Garretson Gibson 1904 |
| Książę Liechtensteinu          | - 1858 Jan II Dobry 1929 |
| Wielki książę Luksemburga      | - 1890 Adolf 1905 |
| Premier Luksemburga            | - 1888 Paul Eyschen 1915 |
| Sułtan Maroka                  | - 1894 Abd al-Aziz IV 1908 |
| Prezydent Meksyku              | - 1884 Porfirio Díaz 1911 |
| Książę Monako                  | - 1889 Albert I 1922 |
| Król Nepalu                    | - 1881 Prithvi 1911 |
| Premier Nepalu                 | - 1901 Chandra Shumsher Jang Bahadur Rana 1929                                                                                       |
| Cesarz Niemiec                 | - 1888 Wilhelm II Hohenzollern 1918                                                                                                  |
| Kanclerz Niemiec               | - 1900 Bernhard von Bülow 1909 |
| Prezydent Nikaragui            | - 1893 José Santos Zelaya 1909 |
| Król Norwegii                  | - 1872 Oskar II 1905 |
| Premier Nowej Zelandii         | - 1893 Richard Seddon 1906 |
| Sułtan Omanu                   | - 1888 Fajsal ibn Turki 1913 |
| Prezydent Panamy               | - 1903 junta 1904 - 1903 José Domingo de Obaldía 1910                                                                                |
| Papież                         | - 1878 Leon XIII 1903 - 1903 Pius X 1914                                                                                             |
| Prezydent Paragwaju            | - 1902 Juan Antonio Escurra 1904 |
| Prezydent Peru                 | - 1899 Eduardo López de Romaña 1903 - 1903 Manuel Candamo 1904                                                                       |
| Król Portugalii                | - 1889 Karol 1908 |
| Premier Portugalii             | - 1900 Ernesto Hintze Ribeiro 1904                                                                                                   |
| Król Prus                      | - 1888 Wilhelm II 1918 |
| Car Rosji                      | - 1894 Mikołaj II 1917 |
| Król Rumunii                   | - 1881 Karol I 1914 |
| Premier Rumunii                | - 1901 Dimitrie Sturdza 1904 |
| Król Saksonii                  | - 1902 Jerzy Wettyn 1904 |
| Prezydent Salwadoru            | - 1898 Tomás Regalado 1903 - 1903 Pedro José Escalón 1907                                                                            |
| Kapitanowie regenci San Marino | - 1902 Gemino Gozi Giacomo Marcucci 1903 - 1903 Federico Gozi Nullo Balducci 1903 - 1903 Marino Borbiconi Francesco Marcucci 1904    |
| Król Serbii                    | - 1889 Aleksander Obrenowić 1903 - 1903 Piotr Karadziordziewić 1918                                                                  |
| Prezydent Szwajcarii           | - 1903 Adolf Deucher 1903 |
| Król Szwecji                   | - 1872 Oskar II 1907 |
| Premier Szwecji                | - 1902 Erik Gustaf Boström 1905 |
| Król Tajlandii                 | - 1868 Chulalongkorn 1910 |
| Król Tonga                     | - 1893 Jerzy Tupou II 1918 |
| Premier Tonga                  | - 1893 Siosateki Veikune 1905 |
| Sułtan Turków                  | - 1876 Abdülhamid II 1909 |
| Prezydent Urugwaju             | - 1899 Juan Lindolfo Cuestas 1903 - 1903 José Batlle y Ordóñez 1907                                                                  |
| Prezydent USA                  | - 1901 Theodore Roosevelt 1909 |
| Prezydent Wenezueli            | - 1899 Cipriano Castro 1908 |
| Król Węgier                    | - 1848 Franciszek Józef I 1916 |
| Premier Węgier                 | - 1899 Kálmán Széll 1903 - 1903 Károly Khuen-Héderváry 1903 - 1903 István Tisza 1905                                                 |
| Monarcha Wielkiej Brytanii     | - 1901 Edward VII 1910 |
| Premier Wielkiej Brytanii      | - 1902 Arthur Balfour 1905 |
| Król Włoch                     | - 1900 Wiktor Emanuel III 1946 |

Rok 1903 / MCMIII
stulecia: XIX wiek ~
XX wiek ~
XXI wiek

dziesięciolecia:
1870–1879 •
1880–1889 •
1890–1899 •
1900–1909
• 1910–1919
• 1920–1929
• 1930–1939

lata: 1893 «
1898 «
1899 «
1900 «
1901 «
1902 «
1903
» 1904
» 1905
» 1906
» 1907
» 1908
» 1913

## Wydarzenia w Polsce
- 10 marca – otwarto linię tramwaju konnego w Kostrzynie nad Odrą.
- 12 kwietnia – w Poznaniu otwarto pierwszy park publiczny, nazwany najpierw Ogrodem Botanicznym, a potem parkiem Wilsona.
- 18 kwietnia – założono pierwszy gdański klub piłkarski FC Danzig.
- 30 kwietnia – otwarto południową część kolei obwodowej w Łodzi[1] wraz ze stacjami Chojny i Widzew (wówczas poza granicami Łodzi). Połączyła ona istniejącą od kilku miesięcy Kolej Warszawsko-Kaliską z Koleją Fabryczno-Łódzką.
- 12 maja – wielki pożar w Bieczu.
- 16 maja – ukazało się pierwsze wydanie krakowskiego dziennika „Nowiny”.
- 16 lipca – rozpoczęto budowę szlaku turystycznego Orla Perć w Tatrach.
- Sierpień – założono I. Lwowski Klub Piłki Nożnej „Sława” Lwów (późniejsza sekcja piłki nożnej klubu sportowego Czarni Lwów).
- 27 sierpnia – otwarcie linii kolejowej Lwów–Sambor (dł. 76,8 km), należącej do Austriackich Kolei Państwowych.
- 4 listopada – w Poznaniu została założona pruska Akademia Królewska.
- 8 listopada – po gruntownej restauracji i przebudowie dokonano rekonsekracji katedry płockiej.
- Rozpoczął działalność, z inicjatywy Wincentego Lutosławskiego, krakowski oddział organizacji wychowania narodowego „Eleusis” propagującej wstrzemięźliwość: od alkoholu, tytoniu, hazardu i swobody seksualnej.
- Kraków stał się drugą, obok Londynu, siedzibą Komitetu Zagranicznego Polskiej Partii Socjalistycznej. Tu przeniesiono część archiwum PPS oraz redakcję pisma „Przedświt”.
- Została założona przez Jadwigę Kowalczykównę i Jadwigę Jawurkównę żeńska szkoła przy ul. Wiejskiej 5 w Warszawie.
- Powstał klub sportowy Czarni Lwów (4 sekcje: piłki nożnej, lekkiej atletyki, hokeja i narciarstwa).

## Wydarzenia na świecie
- 1 stycznia – Edward VII, król Wielkiej Brytanii, został proklamowany cesarzem Indii.
- 6 stycznia:
  - zarejestrowano w Sądzie Powiatowym Country of Lockawanna Polski Kościół Reformowany.
  - Albert Einstein ożenił się z Milevą Marić.
  - 15-letni Pio z Pietrelciny rozpoczął nowicjat w zakonie kapucynów w Morcone.
- 9 stycznia – w Dakocie Południowej utworzono Park Narodowy Wind Cave.
- 19 stycznia – pierwsza transatlantycka transmisja radiowa pomiędzy Stanami Zjednoczonymi i Wielką Brytanią.
- 7 lutego – założono holenderski klub piłkarski VVV Venlo.
- 14 lutego – utworzono Departament Handlu Stanów Zjednoczonych.
- 15 lutego – zabawka miś pluszowy (teddy bear) został sprowadzony z Niemiec i przedstawiony w USA.
- 17 lutego – amerykański astronom Raymond Smith Dugan odkrył planetoidę Marion.
- 19 lutego – astronom Raymond Smith Dugan odkrył planetoidę Laodica.
- 23 lutego – Kuba wydzierżawiła Stanom Zjednoczonym, na czas nieokreślony, tereny pod bazę wojskową Guantanamo.
- 1 marca – został założony w Stambule, pierwszy w imperium osmańskim, klub sportowy Beşiktaş JK.
- 3 marca – admiralicja brytyjska obwieściła plan budowy bazy marynarki wojennej w Rosyth.
- 5 marca – Deutsche Bank i rząd turecki zawarły porozumienie w sprawie budowy Kolei Bagdadzkiej mającej połączyć Berlin z Basrą, w celu uniezależnienia się Niemiec od morskich dostaw surowców.
- 14 marca – porozumienie przyznające prawa do budowy Kanału Panamskiego Stanom Zjednoczonym zostało ratyfikowane w senacie USA. Kolumbijski senat później odrzucił to porozumienie.
- 22 marca – po amerykańskiej stronie z powodu suszy wysechł wodospad Niagara.
- 23 marca – bracia Wright złożyli wniosek o przyznanie patentu na ich sposób sterowania maszynami latającymi.
- 25 marca – założono argentyński klub piłkarski Racing Club de Avellaneda.
- 31 marca – Richard Pearse, wynalazca i konstruktor nowozelandzki, prawdopodobnie dokonał pierwszego lotu samolotem (przed oficjalnie przyjętym Flyer I braci Wright, niektórzy datują to wydarzenie na rok 1902).
- 7 kwietnia – założono norweski klub piłkarski Fredrikstad FK.
- 13 kwietnia – otwarto dla zwiedzających Berliński Ogród Botaniczny.
- 14 kwietnia – został założony szkocki klub piłkarski – Aberdeen F.C.
- 16 kwietnia – Newport w stanie Waszyngton otrzymało prawa miejskie.
- 17 kwietnia – w Hanowerze założono przedsiębiorstwo produkujące autobusy i ciężarówki Büssing AG.
- 18 kwietnia – założono niemiecki klub piłkarski 1. FC Saarbrücken.
- 19 kwietnia – w Kiszyniowie rozpoczął się dwudniowy pogrom Żydów, w którym zginęło 47–49 osób, a około 400 zostało rannych.
- 20 kwietnia – astronom Raymond Smith Dugan odkrył planetoidę (508) Princetonia.
- 26 kwietnia – powstał klub piłkarski Atlético Madryt.
- 28 kwietnia – w trzęsieniu ziemi w tureckim mieście Malazgirt zginęło 3,5 tys. osób.
- Maj – w Londynie powstała pierwsza budka telefoniczna.
- 13 maja – założono niemiecki klub piłkarski FC Carl Zeiss Jena.
- 18 maja – otwarto port Burgas nad Morzem Czarnym w Bułgarii.
- 19 maja – David Dunbar Buick założył Buick Motor Company.
- 20 maja – amerykański astronom Raymond Smith Dugan odkrył planetoidę (510) Mabella.
- 24 maja:
  - założono niemiecki automobilklub ADAC.
  - wystartował samochodowy wyścig Paryż-Madryt, przerwany tego samego dnia z powodu licznych wypadków, w których zginęło 8 osób.
- 2 czerwca – założono klub piłkarski Boldklubben 1903.
- 11 czerwca – w czasie przewrotu pałacowego w Serbii zamordowano króla Aleksandra Obrenowicia i jego żonę Dragę.
- 12 czerwca – namiestnik Kaukazu Grigorij Golicyn wydał rozporządzenie włączające nieruchomości Apostolskiego Kościoła Ormiańskiego pod kontrolę carską.
- 15 czerwca – założono chilijski klub piłkarski CD Fernández Vial.
- 16 czerwca – w Detroit Henry Ford założył Ford Motor Company.
- 21 czerwca – powstał Związek Niemieckich Architektów (BDA).
- 25 czerwca – w wyborach do Reichstagu posłem z okręgu Katowice-Zabrze został Wojciech Korfanty, pierwszy polski poseł z Górnego Śląska.
- 27 czerwca – w Królestwie Węgier utworzono pierwszy rząd Károla Khuen-Héderváryego.
- 1-19 lipca – pierwszy wyścig kolarski Tour de France, którego zwycięzcą był Maurice Garin, kolarz francuski pochodzenia włoskiego.
- 4 lipca – kompania Commercial Pacific Cable Company ukończyła kładzenie kabla telegraficznego na dnie Pacyfiku, łączącego USA z Filipinami, Chinami i Japonią.
- 7 lipca – Wielka Brytania przejęła władzę kolonialną nad afrykańskim Imperium Fulanie (Fulanie).
- 20 lipca – miała miejsce bitwa o Ciudad Bolívar.
- 24 lipca – w Detroit Ford Motor Company sprzedała swój pierwszy samochód, Ford Model A, zaprojektowany i wykonany przez mechanika z Michigan, Henry’ego Forda.
- 29 lipca – do służby wszedł rosyjski krążownik „Aurora” – zmitologizowany przez bolszewicką, a potem radziecką propagandę jako symbol rewolucji październikowej.
- 30 lipca–23 sierpnia – na II zjeździe Socjaldemokratycznej Partii Robotniczej Rosji przeprowadzonym w Brukseli i Londynie, doszło do podziału na frakcję bolszewików i frakcję mienszewików.
- 2 sierpnia:
  - w Macedonii wybuchło powstanie ilindeńskie przeciw Turcji.
  - na zwołanym po śmierci papieża Leona XIII konklawe występujący w imieniu cesarza Austrii Franciszka Józefa biskup Krakowa, kardynał Jan Puzyna, używając instrumentu prawnego zwanego „ekskluzywą”, zawetował oczekiwany wybór sekretarza stanu Stolicy Apostolskiej, Mariana Rampolli; nowy papież, Pius X, zabronił stosowania ekskluzywy pod groźbą ekskomuniki.
- 4 sierpnia – papieżem został obrany kardynał Giuseppe Melchiorre Sarto, który przyjął imię Pius X.
- 10 sierpnia – pożar w metrze paryskim, zginęły 84 osoby.
- 14–18 sierpnia – I Mistrzostwa Świata w gimnastyce (Antwerpia).
- 23 sierpnia – VI Kongres Syjonistyczny w szwajcarskiej Bazylei ogłosił po raz pierwszy, że jego celem podstawowym jest chęć założenia państwa żydowskiego na terenie Palestyny.
- 25 sierpnia – w Australii został wydany akt prawny ustanawiający Sąd Najwyższy.
- 28 sierpnia – założono Harley-Davidson Motor Company.
- 28 sierpnia–7 września – w Petersburgu w gazecie Sztandar (ros. Знамя), po raz pierwszy został opublikowany w formie ciągu artykułów, dokument opisujący rzekome plany osiągnięcia przez Żydów globalnej dominacji. Protokoły mędrców Syjonu, jak zgodnie twierdzą historycy, zostały sfabrykowane przez rosyjską tajną policję Ochranę, w celu przeniesienia odpowiedzialności za ówczesne problemy polityczne i społeczne Rosji na społeczność żydowską.
- 8 września – armia turecka zmasakrowała ludność pochodzenia macedońskiego w Bitola.
- 24 września – Alfred Deakin został premierem Australii.
- 6 października – po raz pierwszy zebrał się Sąd Najwyższy Australii.
- 17 października – premiera brytyjskiego krótkometrażowego filmu niemego Alicja w Krainie Czarów w reżyserii Cecila M. Hepwortha i Percy’ego Stowa.
- 2 listopada – ukazał się pierwszy numer brytyjskiego dziennika „Daily Mirror”.
- 3 listopada:
  - z inspiracji Stanów Zjednoczonych, Panama ogłosiła niezależność od Kolumbii.
  - założono argentyński klub piłkarski Newell’s Old Boys Rosario.
- 6 listopada:
  - Stany Zjednoczone uznały niezależność Panamy.
  - w Hongkongu ukazało się pierwsze wydanie dziennika „The South China Morning Post”.
- 11 listopada – Brazylia i Boliwia zawarły Traktat z Petrópolis, kończący spór o prowincję Acre.
- 18 listopada – zostało podpisane porozumienie (Hay-Bunau-Varilla Treaty) pomiędzy USA i Panamą, dające Stanom Zjednoczonym wyłączne prawa do terenów, na których znajduje się Kanał Panamski.
- 23 listopada – tenor operowy Enrico Caruso zadebiutował w Metropolitan Opera w Nowym Jorku w operze Rigoletto.
- 1 grudnia – premiera pierwszego westernu Napad na ekspres.
- 10 grudnia – Pierre Curie (1/4) i Maria Skłodowska-Curie (1/4) wspólnie otrzymali Nagrodę Nobla w dziedzinie fizyki. Uhonorowano także Henri Becquerela (1/2). Maria Skłodowska-Curie drugi raz otrzymała nagrodę Nobla, samodzielnie z dziedziny chemii w roku 1911.
- 14 grudnia – Wilbur Wright na samolocie Flyer I pokonał w 4 sekundy dystans 34 metrów. Oficjalnie za pierwszy w historii lot samolotem uznaje się próbę Orvilla Wrighta z 17 grudnia.
- 17 grudnia:
  - Orville Wright wzbił się w powietrze na pierwszym samolocie (pierwszy lot samolotem w pełni udokumentowany).
  - Bracia Lumière, francuscy chemicy, opatentowali proces otrzymywania fotografii barwnych na płytach szklanych w postaci diapozytywów (autochrom lub autochrome).
- 21 grudnia – we Francji po raz pierwszy wręczono literacką Nagrodę Goncourtów.
- 30 grudnia – pożar w teatrze (Iroquois Theater) w Chicago powoduje śmierć 600 osób.

## Urodzili się
- 2 stycznia:
  - Szymawon Arruszanian, ormiański i radziecki polityk (zm. 1982)
  - Kane Tanaka, japońska superstulatka, drugi pod względem długości życia człowiek w historii (po Jeanne Calment) (zm. 2022)
- 7 stycznia:
  - Adam Bargielski, polski duchowny, męczennik i błogosławiony katolicki (zm. 1942)
  - Julian Pozo Ruiz de Samaniego, hiszpański redemptorysta, męczennik, błogosławiony katolicki (zm. 1936)
- 10 stycznia – Barbara Hepworth, rzeźbiarka brytyjska (zm. 1975)
- 12 stycznia – Igor Kurczatow, rosyjski fizyk (zm. 1960)
- 13 stycznia – Irena Jurgielewiczowa, polska pisarka (zm. 2003)
- 15 stycznia – Cecylia Rozwadowska, polska porucznik AK (zm. 1946)
- 23 stycznia – Zbigniew Hornung, polski historyk sztuki (zm. 1981)
- 24 stycznia – Antoni Pawłowski, polski duchowny katolicki, biskup włocławski (zm. 1968)
- 27 stycznia – John Carew Eccles, australijski neurofizjolog, laureat Nagrody Nobla (zm. 1997)
- 28 stycznia – Aleksander Kamiński, polski pedagog, instruktor harcerski, żołnierz AK (zm. 1978)
- 30 stycznia – Jens August Schade, duński poeta i prozaik (zm. 1978)
- 2 lutego – Bartel Leendert van der Waerden, holenderski matematyk (zm. 1996)
- 3 lutego:
  - Błażej Nowosad, polski duchowny katolicki, męczennik, Sługa Boży (zm. 1943)
  - Anna Rynkowska, polski historyk, archiwistka (zm. 1984)
  - Bolesław Stachoń, polski historyk, mediewista (zm. 1961)
- 6 lutego:
  - Tunku Abdul Rahman, malajski polityk i premier (zm. 1990)
  - Symche Auerhan, działacz komunistyczny (zm. 1944)
- 10 lutego – Matthias Sindelar, austriacki piłkarz (zm. 1939)
- 12 lutego – Wilfred Arnold, brytyjski dyrektor artystyczny i scenograf (zm. 1970)
- 13 lutego – Georges Simenon, belgijski pisarz (zm. 1989)
- 18 lutego:
  - Sylvan Muldoon, amerykański pisarz, badacz zjawisk nadprzyrodzonych (zm. 1969)
  - Nikołaj Podgorny, radziecki polityk, przewodniczący Prezydium Rady Najwyższej ZSRR (zm. 1983)
- 21 lutego:
  - Anaïs Nin, francuska pisarka (zm. 1977)
  - Raymond Queneau, francuski poeta, pisarz i eseista (zm. 1976)
- 22 lutego – Frank Ramsey, angielski matematyk (zm. 1930)
- 26 lutego:
  - Jan Fethke, polski reżyser filmowy (zm. 1980)
  - Giulio Natta, włoski chemik, noblista (zm. 1979)
- 28 lutego – Vincente Minnelli, amerykański reżyser (zm. 1986)
- 3 marca – Artur Tarnowski, polski ziemianin, polityk, poseł na Sejm RP (zm. 1984)
- 6 marca – Nagako, żona cesarza Hirohito (zm. 2000)
- 10 marca – Bix Beiderbecke, amerykański muzyk jazzowy (zm. 1931)
- 13 marca – Teodor Bensch, polski duchowny katolicki, administrator diecezji gorzowskiej i warmińskiej (zm. 1958)
- 14 marca – Mustafa Barzani, kurdyjski polityk (zm. 1979)
- 16 marca:
  - Mieczysław Cybulski, polski aktor (zm. 1984)
  - Józef Fenollosa Alcayna, hiszpański duchowny katolicki, męczennik, błogosławiony (zm. 1936)
- 22 marca – Zdzisław Karczewski, polski aktor (zm. 1970)
- 24 marca:
  - Adolf Butenandt, niemiecki biochemik, laureat Nagrody Nobla (zm. 1995)
  - Igor Newerly, polski prozaik (zm. 1987)
- 26 marca – Feliks Maciejewski, polski inżynier, konstruktor, polityk, prezydent Poznania (zm. 1985)
- 27 marca:
  - Imre Kémeri Nagy, węgierski kapitan, działacz i publicysta faszystowski (zm. 1942)
  - Dolores de Miño, paragwajska nauczycielka i polityczka (zm. 1976)
  - Stanisław Szopiński, polski pułkownik, powstaniec śląski, działacz PPS, żołnierz ZWZ i AK (zm. 1976)
- 1 kwietnia – Diana Blumenfeld, polska aktorka, piosenkarka pochodzenia żydowskiego (zm. 1961)
- 3 kwietnia:
  - Leon Stasiewski, polski harcerz, gimnazjalista (zm. 1920)
  - Stefan Witkowski, polski inżynier i projektant (zm. 1942)
- 9 kwietnia – Wolf-Dietrich von Xylander, niemiecki generał (zm. 1945)
- 11 kwietnia – Misuzu Kaneko, japońska poetka (zm. 1930)
- 12 kwietnia – Jan Tinbergen, ekonomista i ekonometryk holenderski (zm. 1994)
- 16 kwietnia – Teodor Goździkiewicz, polski pisarz (zm. 1984)
- 17 kwietnia – Morgan Taylor, amerykański lekkoatleta (zm. 1975)
- 20 kwietnia – Wojciech Nierychlewski, polski michalita, męczennik, błogosławiony katolicki (zm. 1942)
- 24 kwietnia – José Antonio Primo de Rivera, hiszpański polityk (zm. 1936)
- 25 kwietnia – Andriej Kołmogorow, rosyjski matematyk (zm. 1987)
- 26 kwietnia - Anna Kowalska, polska pisarka, nowelistka, autorka dziennika (zm. 1969)
- 28 kwietnia – Jerzy Borysowicz, polski lekarz neurolog (zm. 1980)
- 2 maja:
  - Marian Górecki, polski duchowny katolicki, męczennik, błogosławiony (zm. 1940)
  - Benjamin Spock, amerykański pediatra (zm. 1998)
- 3 maja – Bing Crosby, jeden z najpopularniejszych piosenkarzy i aktorów amerykańskich (zm. 1977)
- 4 maja:
  - Luther Adler, amerykański aktor (zm. 1984)
  - Anna Monika Saska, saksońska księżniczka (zm. 1976)
- 5 maja – Wacław Korabiewicz, polski pisarz, podróżnik, autor prac etnograficznych (zm. 1994)
- 8 maja – Fernandel, francuski aktor i śpiewak (zm. 1971)
- 13 maja – Helena Kozerska, polska bibliolog, bibliotekoznawca, rękopisoznawca (zm. 1993)
- 25 maja – Maria Bednarska, polska aktorka (zm. 1979)
- 27 maja – Jan Jaroszewicz, polski duchowny katolicki, biskup kielecki (zm. 1980)
- 29 maja – Bob Hope, amerykański aktor (zm. 2003)
- 6 czerwca – Aram Chaczaturian, ormiański kompozytor (zm. 1978)
- 8 czerwca:
  - Kalikst Caravario – włoski salezjanin, misjonarz, męczennik, święty katolicki (zm. 1930)
  - Marguerite Yourcenar, francuska pisarka (zm. 1987)
- 10 czerwca – Jan Salamucha, polski ksiądz, logik (zm. 1944)
- 13 czerwca – Helena Hleb-Koszańska, polska bibliograf (zm. 1983)
- 18 czerwca – Raymond Radiguet, francuski pisarz, dramaturg i dziennikarz (zm. 1923)
- 19 czerwca – Lou Gehrig, amerykański baseballista (zm. 1941)
- 20 czerwca – Jadwiga Hryniewiecka, polska tancerka baletowa, choreograf, pedagog (zm. 1988)
- 22 czerwca – John Dillinger, amerykański bandyta (zm. 1934)
- 23 czerwca - Anna Kalenkiewicz-Mirowiczowa, polska historyk, (zm. 1967)
- 25 czerwca – George Orwell, brytyjski pisarz, publicysta (zm. 1950)
- 1 lipca – Amy Johnson, angielska pilotka (zm. 1941)
- 2 lipca:
  - Alec Douglas-Home, brytyjski arystokrata, dyplomata i polityk (zm. 1995)
  - Olaf V, król Norwegii (zm. 1991)
- 4 lipca – Corrado Bafile, włoski duchowny katolicki, kardynał (zm. 2005)
- 6 lipca – Hugo Theorell, szwedzki naukowiec, laureat Nagrody Nobla (zm. 1982)
- 7 lipca – Władysław Dobrowolski, polski samorządowiec, prezydent Torunia (zm. 1964)
- 8 lipca – Jan Schiavo, włoski duchowny katolicki, misjonarz, błogosławiony (zm. 1967)
- 10 lipca – John Wyndham, brytyjski pisarz (zm. 1969)
- 11 lipca – Władysław Żeleński, polski prawnik, historyk i publicysta, zamieszkały we Francji (zm. 2006)
- 12 lipca – Włodzimierz Gosławski, polski taternik, chemik (zm. 1940)
- 13 lipca – Kenneth Clark, brytyjski pisarz (zm. 1983)
- 19 lipca - Helena Michnik, polska historyk, działaczka komunistyczna (zm. 1969)
- 24 lipca – Vojtech Budinský-Krička, słowacki archeolog (zm. 1993)
- 26 lipca:
  - Estes Kefauver, amerykański polityk, senator ze stanu Tennessee (zm. 1963)
  - Kazimierz Kluzik, polski górnik, urzędnik, działacz społeczny i narodowy (zm. 1971)[2]
- 1 sierpnia - Helena Nordheim, holenderska gimnastyczka pochodzenia żydowskiego (zm. 1943)
- 3 sierpnia – Habib Burgiba, pierwszy prezydent Tunezji (zm. 2000)
- 7 sierpnia – Louis Leakey, brytyjski archeolog i paleontolog (zm. 1972)
- 8 sierpnia:
  - Mahmud al-Muntasir, libijski polityk, premier Libii (zm. 1970)
  - Wilhelmina Stec-Rouppertowa, polska botanik (zm. 1988)
  - Nikołaj Szengiełaja, gruziński reżyser i scenarzysta filmowy (zm. 1944)
  - Julie Vlasto, francuska tenisistka (zm. 1985)
- 10 sierpnia:
  - Jurij Maksariow, radziecki przemysłowiec, polityk (zm. 1982)
  - Szemu’el Mikunis, izraelski polityk (zm. 1982)
- 11 sierpnia – Maria Carmen Rendiles Martínez, wenezuelska zakonnica, błogosławiona katolicka (zm. 1977)
- 12 sierpnia:
  - Tadeusz Pałucki, polski działacz socjalistyczny i samorządowy, prezydent Olsztyna (zm. 1974)
  - Mario Nasalli Rocca di Corneliano, włoski duchowny katolicki, kardynał (zm. 1988)
- 15 sierpnia – Stanisław Krystyn Zaremba, polski taternik i alpinista oraz matematyk (zm. 1990)
- 17 sierpnia:
  - Raoul Follereau, francuski poeta, prozaik, podróżnik, Sługa Boży (zm. 1977)
  - Olav Sunde, norweski lekkoatleta, oszczepnik (zm. 1985)
- 18 sierpnia – Zenobiusz Kowalik, redemptorysta, duchowny kościoła katolickiego obrządku bizantyjsko-ukraińskiego, błogosławiony katolicki (zm. 1941)
- 20 sierpnia – Marzena Szmid, polska lekkoatletka (zm. 1993)
- 24 sierpnia – Józef Canet Giner, hiszpański duchowny katolicki, męczennik, błogosławiony (zm. 1936)
- 31 sierpnia – Leonard Świderski, polski działacz ruchu księży patriotów, autor autobiograficznej trylogii krytycznej wobec kleru (zm. 1991)
- 11 września – Theodor Adorno, niemiecki filozof, socjolog i kompozytor (zm. 1969)
- 13 września – Claudette Colbert, amerykańsko-francuska aktorka (zm. 1996)
- 15 września – Roy Acuff, amerykański muzyk country (zm. 1992)
- 16 września:
  - Anna Strzelecka, polska historyk, mediewistka (zm. 1975)
  - Joe Venuti, włosko-amerykański muzyk i pionierski skrzypek jazzowy (zm. 1978)
- 17 września – Karel Miljon, holenderski bokser (zm. 1984)
- 18 września – Tomasz Wilczyński, polski duchowny katolicki, biskup pomocniczy lubelski, delegat Prymasa Polski z uprawnieniami biskupa rezydencjalnego w Olsztynie (zm. 1965)
- 21 września – Preston Tucker, amerykański przedsiębiorca i konstruktor samochodów (zm. 1956)
- 25 września – Mark Rothko, amerykański malarz (zm. 1970)
- 30 września - Alice Orlowski, niemiecka nadzorczyni SS w niemieckich nazistowskich obozach koncentracyjnych (zm. 1976)
- 3 października – Aleksandra Dranka, polska superstulatka (zm. 2014)
- 4 października – John Vincent Atanasoff, amerykański inżynier-informatyk pochodzenia bułgarskiego, twórca elektronicznego komputera ABC (zm. 1995)
- 6 października – Ernest Walton, irlandzki fizyk, laureat Nagrody Nobla (zm. 1995)
- 11 października – Kazimierz Kordylewski, polski astronom (zm. 1981)
- 15 października – Erik Anker, norweski przedsiębiorca i żeglarz, medalista olimpijski (zm. 1994)
- 22 października:
  - Awierkij Aristow, radziecki polityk, dyplomata (zm. 1973)
  - George Wells Beadle, amerykański genetyk, laureat Nagrody Nobla (zm. 1989)
  - Złatio Bojadżijew, bułgarski malarz (zm. 1976)
- 27 października – Jonas Jonsson, szwedzki strzelec sportowy (zm. 1996)
- 28 października – Evelyn Waugh, brytyjski pisarz (zm. 1966)
- 29 października:
  - Mieczysław Jastrun, polski poeta i eseista (zm. 1983)
  - Philip Sandblom, szwedzki lekarz, naukowiec i żeglarz, medalista olimpijski (zm. 2001)
- 31 października - Joan Robinson, brytyjska ekonomistka (zm. 1983)
- 1 listopada – Max Adrian, angielski aktor (zm. 1973)
- 7 listopada – Konrad Lorenz, austriacki etolog, laureat Nagrody Nobla (zm. 1989)
- 11 listopada:
  - Wiktoria Díez Bustos de Molina, hiszpańska męczennica, błogosławiona katolicka (zm. 1936)
  - Hermanni Pihlajamäki, fiński zapaśnik (zm. 1982)
- 14 listopada:
  - Alma Kar, polska aktorka, tancerka (zm. 1992)
  - János Veres, węgierski lekarz. W 1932 wprowadził do medycyny wymyśloną przez siebie igłę – znaną dziś jako igła Veresa (zm. 1979)
- 20 listopada – Aleksandra Daniłowa, amerykańska tancerka pochodzenia rosyjskiego (zm. 1997)
- 24 listopada:
  - Bronisław Dąbrowski, polski aktor, reżyser teatralny (zm. 1992)
  - Janina Juzoń, polska nauczycielka, działaczka komunistyczna (zm. 1976)
- 26 listopada – Alice Herz-Sommer, czeska pianistka (zm. 2014)
- 27 listopada:
  - Lars Onsager, amerykański chemik, fizyk i matematyk pochodzenia norweskiego (zm. 1976)
  - Zofia Krókowska, polska taterniczka, harcmistrzyni (zm. 1928)
  - Maria Kanizja (Eugenia Mackiewicz), polska nazaretanka, męczennica, błogosławiona katolicka (zm. 1943)
- 29 listopada – Olgierd Straszyński, polski dyrygent (zm. 1971)
- 5 grudnia:
  - Johannes Heesters, holenderski piosenkarz i aktor (zm. 2011)
  - Cyril Jackson, astronom południowoafrykański (zm. 1988)
  - Cecil Frank Powell, angielski fizyk, laureat Nagrody Nobla (zm. 1969)
- 12 grudnia – Yasujirō Ozu, japoński reżyser (zm. 1963)
- 13 grudnia – Ella Baker, amerykańska działaczka na rzecz równouprawnienia Afroamerykanów i zniesienia segregacji rasowej (zm. 1986)
- 15 grudnia – Leib Lensky, amerykański aktor pochodzenia żydowskiego (zm. 1991)
- 17 grudnia – Erskine Caldwell, amerykański pisarz (zm. 1987)
- 18 grudnia:
  - Rachela Auerbach, polsko-izraelska historyk, psycholog, pisarka, tłumaczka (zm. 1976)
  - Jan Brzękowski, polski poeta, prozaik, teoretyk sztuki (zm. 1983)
  - Maurycy Szymel, polski poeta, publicysta pochodzenia żydowskiego (zm. 1942)
- 19 grudnia – George Snell, amerykański genetyk, laureat Nagrody Nobla (zm. 1996)
- 22 grudnia – Haldan Keffer Hartline, amerykański fizjolog, laureat Nagrody Nobla (zm. 1983)
- 23 grudnia – Bolesław Kominek, polski duchowny katolicki, arcybiskup wrocławski, kardynał (zm. 1974)
- 28 grudnia:
  - Earl Hines, amerykański pianista jazzowy (zm. 1983)
  - John von Neumann, amerykański matematyk pochodzenia węgierskiego (zm. 1957)
  - Jan Huss, polski działacz komunistyczny, prezydent Rzeszowa (zm. 1972)
- 30 grudnia – Maria del Olvido Noguera Albelda, hiszpańska działaczka Akcji Katolickiej, męczennica, błogosławiona katolicka (zm. 1936)

data dzienna nieznana: 
- Olimpia Bida, józefitka, błogosławiona katolicka (zm. 1952)
- John C. Booth, członek Ciała Kierowniczego Świadków Jehowy (zm. 1996)
- Binjamin Sason, izraelski polityk (zm. 1985)
- Cyprian Michał Iwene Tansi, nigeryjski trapista, błogosławiony katolicki (zm. 1964)

## Zmarli
- 17 stycznia – Ignaz Wechselmann, węgierski architekt i filantrop (ur. 1828)
- 1 lutego – George Gabriel Stokes, irlandzki matematyk i fizyk (ur. 1819)
- 18 lutego – Gertruda Comensoli, włoska zakonnica, założycielka Adoratorek Najświętszego Sakramentu, święta katolicka (ur. 1847)
- 11 kwietnia – Gemma Galgani, włoska mistyczka, stygmatyczka, święta katolicka (ur. 1878)
- 3 maja – Edward Józef Rosaz, włoski biskup, błogosławiony katolicki (ur. 1830)
- 8 maja – Paul Gauguin, francuski malarz, przedstawiciel postimpresjonizmu (ur. 1848)
- 20 maja – Józefa Hendrina Stenmanns, współzałożycielka werbistek, błogosławiona katolicka (ur. 1852)
- 11 czerwca – Aleksander Obrenowić, król Serbii (ur. 1876)
- 14 czerwca – Jan Aleksander Karłowicz, polski etnograf, muzykolog, językoznawca, folklorysta (ur. 1836)
- 17 czerwca – Józef Maria Cassant, francuski trapista, błogosławiony katolicki (ur. 1878)
- 17 lipca – James McNeill Whistler, amerykański malarz, grafik, prekursor secesji (ur. 1834)
- 20 lipca – Leon XIII, papież (ur. 1810)
- 22 sierpnia:
  - Menotti Garibaldi, włoski generał (ur. 1840)
  - Robert Gascoyne-Cecil, wielokrotny minister spraw zagranicznych i premier Wielkiej Brytanii (ur. 1830)
- 7 października – Rudolf Lipschitz, niemiecki matematyk. (ur. 1832)
- 10 października – Waleria Marrené, polska pisarka (ur. 1832)
- 8 listopada – Wasilij Dokuczajew, rosyjski geolog i gleboznawca, twórca gleboznawstwa jako samodzielnej nauki (ur. 1846)
- 13 listopada – Camille Pissarro, francuski malarz i grafik (ur. 1830)
- 16 listopada – Camillo Sitte, austriacki urbanista, architekt i malarz (ur. 1843)
- 8 grudnia – Herbert Spencer, brytyjski filozof (ur. 1820)
- 16 grudnia – Klemens Marchisio, włoski ksiądz, błogosławiony katolicki (ur. 1833)
- 23 grudnia – Mieczysław Gwalbert Pawlikowski, pisarz, dziennikarz, działacz polityczny, taternik (ur. 1834)
- 28 grudnia – Nikołaj Fiodorow, rosyjski filozof (ur. 1829)
- data dzienna nieznana: 
  - Emmanuel Pauwels, belgijski żeglarz, olimpijczyk

## Nagrody Nobla
- z fizyki – Antoine Henri Becquerel, Piotr Curie, Maria Skłodowska-Curie
- z chemii – Svante Arrhenius
- z medycyny – Niels Finsen
- z literatury – Bjornstjerne Bjornson
- nagroda pokojowa – William Cremer

## Święta ruchome
- Tłusty czwartek: 19 lutego
- Ostatki: 24 lutego
- Popielec: 25 lutego
- Niedziela Palmowa: 5 kwietnia
- Wielki Czwartek: 9 kwietnia
- Pamiątka śmierci Jezusa Chrystusa: 10 kwietnia
- Wielki Piątek: 10 kwietnia
- Wielka Sobota: 11 kwietnia
- Wielkanoc: 12 kwietnia
- Poniedziałek Wielkanocny: 13 kwietnia
- Wniebowstąpienie Pańskie: 21 maja
- Zesłanie Ducha Świętego: 31 maja
- Boże Ciało: 11 czerwca